# Szojuz TMA–20M
Szojuz TMA–20M a Szojuz TMA–M orosz háromszemélyes szállító/mentőűrhajó űrrepülése 2016-ban a Nemzetközi Űrállomáshoz. Ez a Szojuz típus 129. repülése 1967-es első startja óta. Az orosz parancsnok mellett egy orosz és egy amerikai űrhajóssal a fedélzetén indult a kazahsztáni Bajkonuri űrrepülőtérről a Nemzetközi Űrállomásra (ISS). Ott a három új űrhajós csatlakozott az űrállomás három főből álló személyzetéhez, immár a 47. állandó legénység tagjaiként. Az űrhajó az indítás után kb. hat órával dokkolt az űrállomáshoz, majd a három űrhajós megkezdte féléves munkáját.

## Küldetés

### Indítás

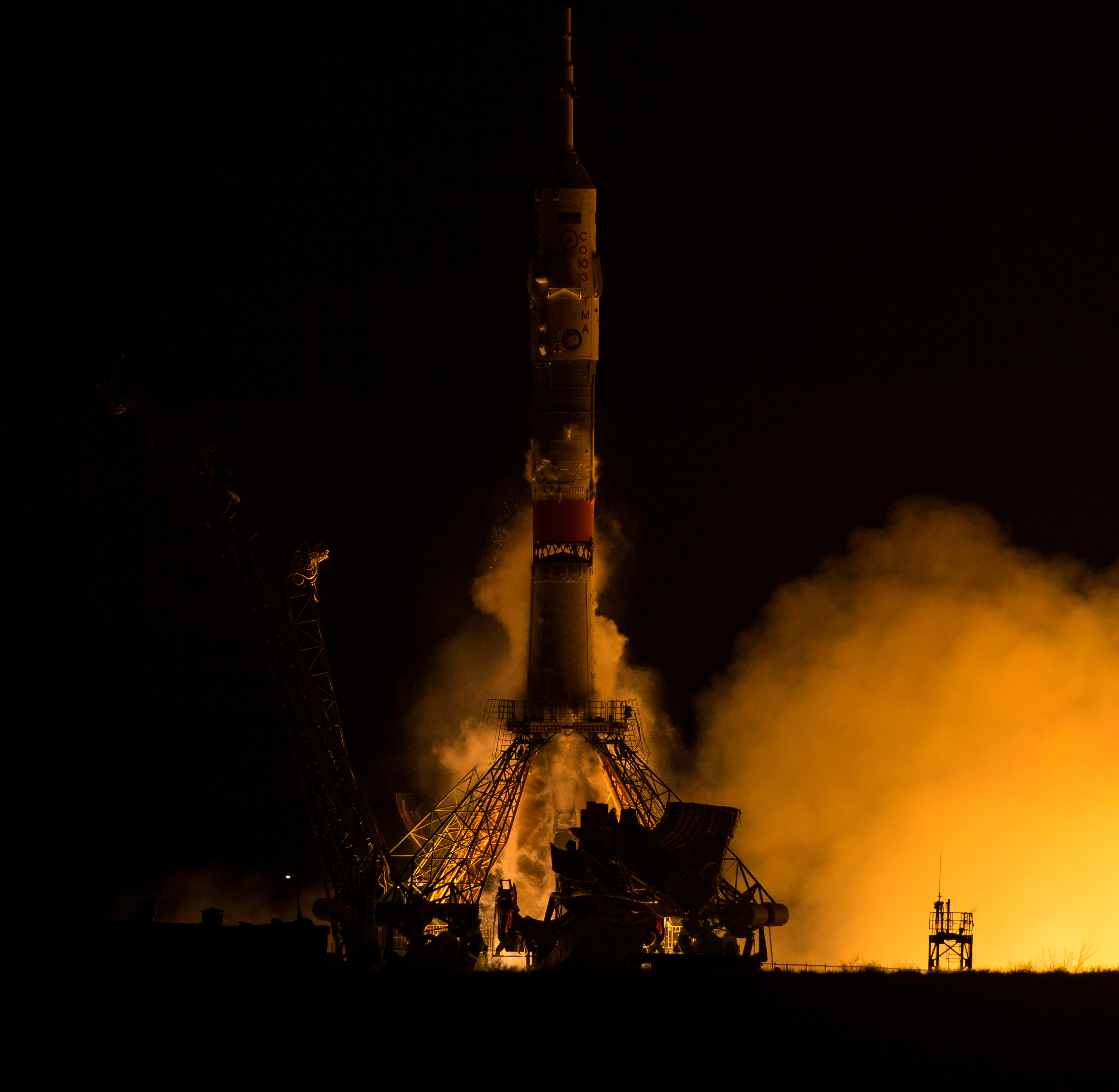
A Szojuz TMA–20M űrhajó kilövése a Nemzetközi Űrállomáshoz 2016. március 18-án

A küldetés startja 2016. március 18-án, magyar idő szerint 22 óra 26 perckor a kazahsztáni bajkonuri űrrepülőtér 1-es indítóállásából sikeresen megtörtént. A űrállomáshoz az utóbbi időben már rendszeresen végrehajtott „gyorsmegoldással”, hat óra alatt (4 keringés) jutottak el. Az indítás során a rakéták 8 perc 48 másodpercig üzemeltek, ezzel egy 200–242 km magasságú pályát értek el, majd több alkalommal elvégzett hajtóműindítással érték el az űrállomás 400 km-es pályamagasságát.

### Dokkolás
A dokkolás az utóbbi időben megszokott, gyorsított, négy Föld körüli keringés, 5 óra 33 perc repülési idő után történt meg, így magyar idő szerint 2016. március 19-én 4 óra 9 perckor megtörtént az összekapcsolódás.

### Leválás
2016. szeptember 6-án, magyar idő szerint 23 óra 51 perckor a Nemzetközi Űrállomás Poiszk moduljáról megtörtént a leválás.

### Visszatérés
A Szojuz űrhajók TMA-M jelű sorozatának utolsó példánya két orosz és egy amerikai űrhajóssal a fedélzetén, a 172 napos küldetés végén, magyar idő szerint 2016. szeptember 7-én 3 óra 13 perckor ereszkedett le ejtőernyő segítségével Kazahsztán területére, Zsezkazgan várostól 148 km-re délnyugatra.

## Érdekességek
Az 58 éves Jeffrey Williams, az ISS távozó legénységének leköszönő parancsnoka az Egyesült Államok történetének legtapasztaltabb űrhajósa. Kevesebb mint egy héttel a visszatérése előtt – Kate Rubins társaságában – még egy űrsétát hajtott végre, mostani útja során a másodikat. Williams augusztus 20-án szárnyalta túl az addigi összesített amerikai időtartamrekordot, 520 napot, amelyet nemrég a közel egy évig tartó útjáról visszatért Scott Kelly tartott. Az amerikai rekord mostantól 534 nap világűrben töltött idő, Williams nevéhez fűződik. Ez a képzeletbeli „világranglistán” a 14. helyezéshez elegendő. Az abszolút csúcstartó Gennagyij Padalka, öt útján gyűjtött 878 nappal.

## Személyzet
| pozíció            | űrhajós                                                      |
| ------------------ | ------------------------------------------------------------ |
| parancsnok         | Alekszej Ovcsinyin, RKA 47. alaplegénység első űrrepülése    |
| fedélzeti mérnök 1 | Oleg Szkripocska, RKA 47. alaplegénység második űrrepülése   |
| fedélzeti mérnök 2 | Jeffrey Williams, NASA 47. alaplegénység negyedik űrrepülése |

### Tartalék személyzet
| pozíció            | űrhajós                   |
| ------------------ | ------------------------- |
| parancsnok         | Szergej Rizsikov, RKA     |
| fedélzeti mérnök 1 | Andrej Boriszenko, RKA    |
| fedélzeti mérnök 2 | Robert S. Kimbrough, NASA |

## Galéria

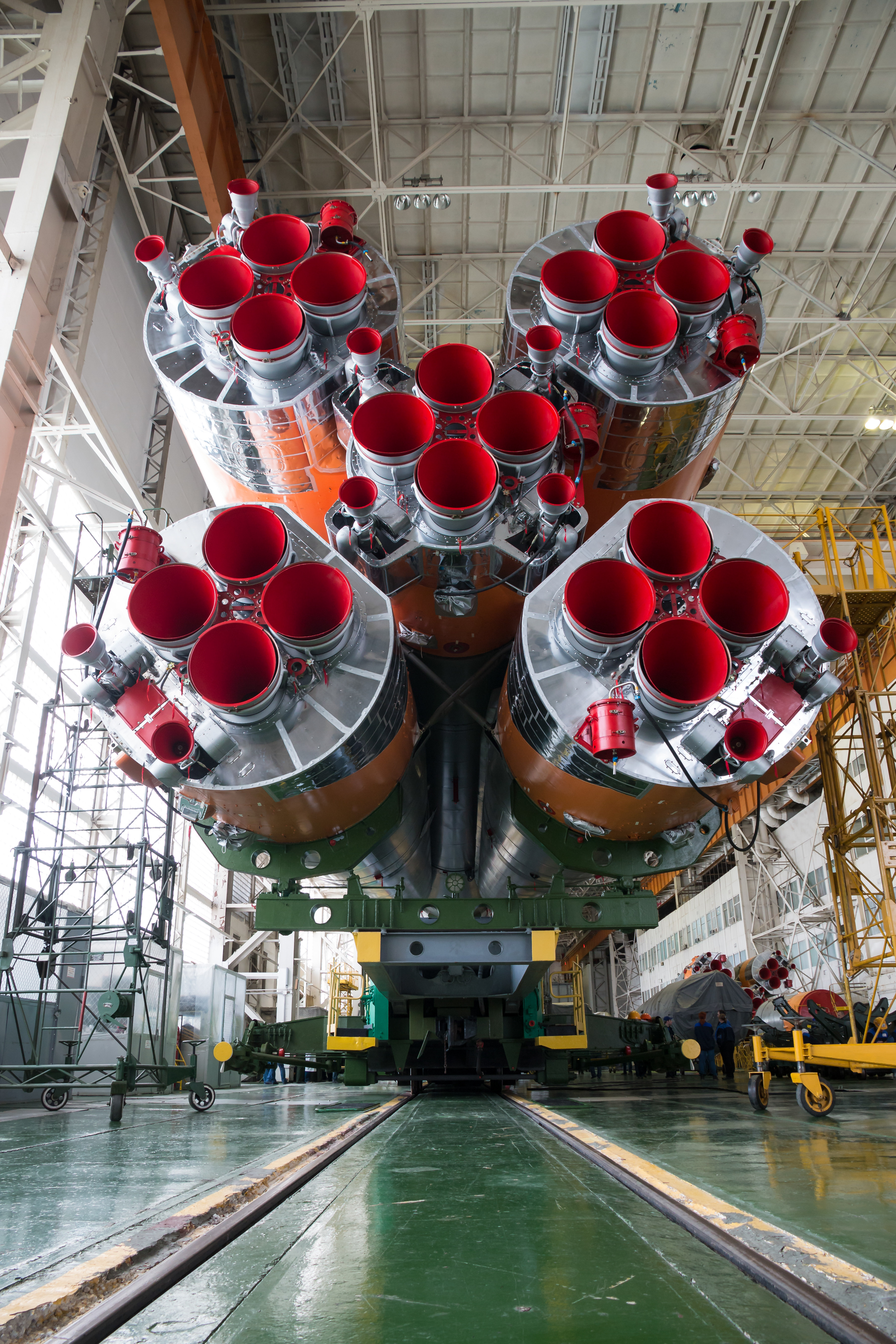
A Szojuz TMA–20M űrhajó összeszerelése az összeszerelő-csarnokban, 2016. március 15-én.
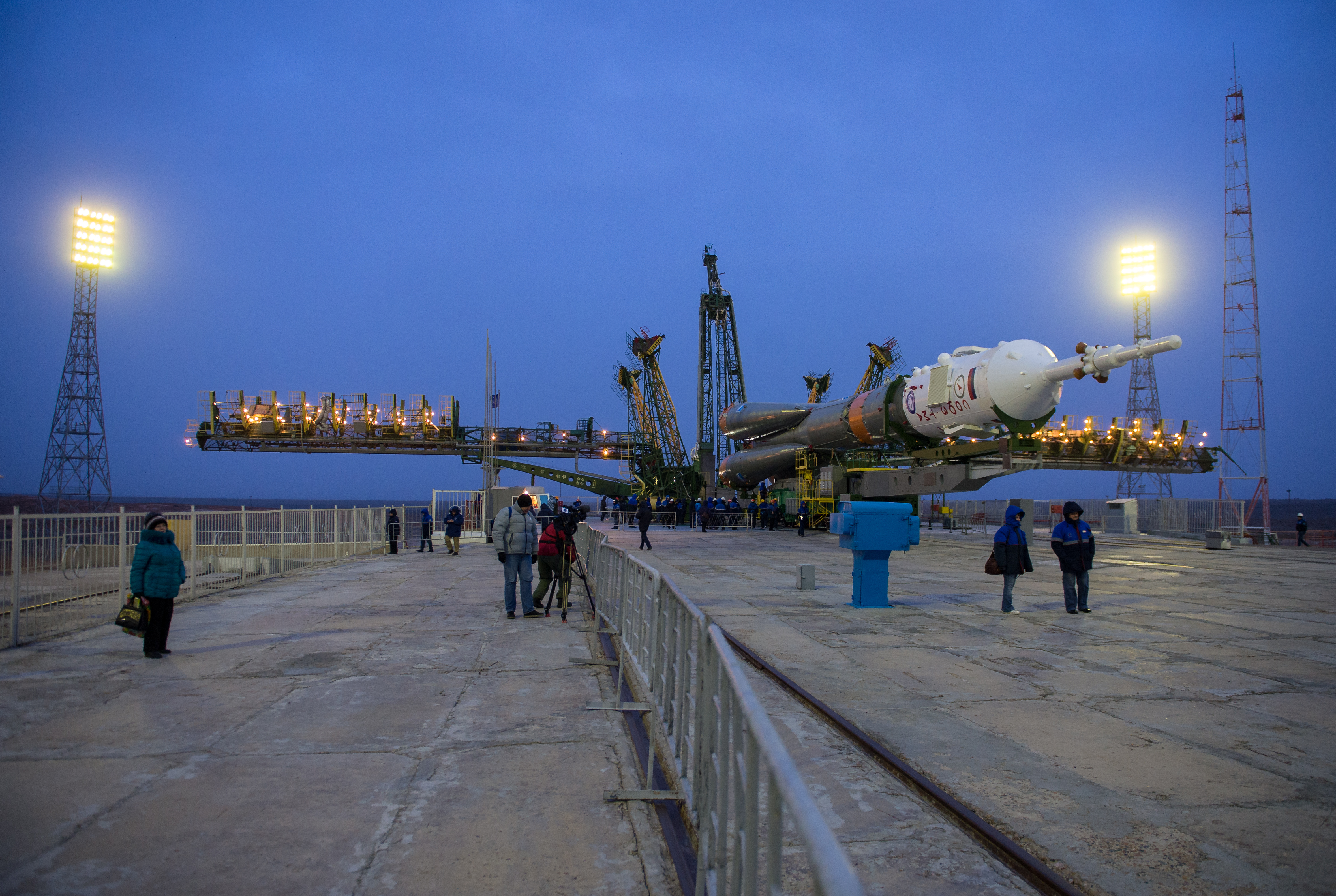
A Szojuz TMA–20M űrhajó felállítása a kilövőállásba, 2016. március 16-án.
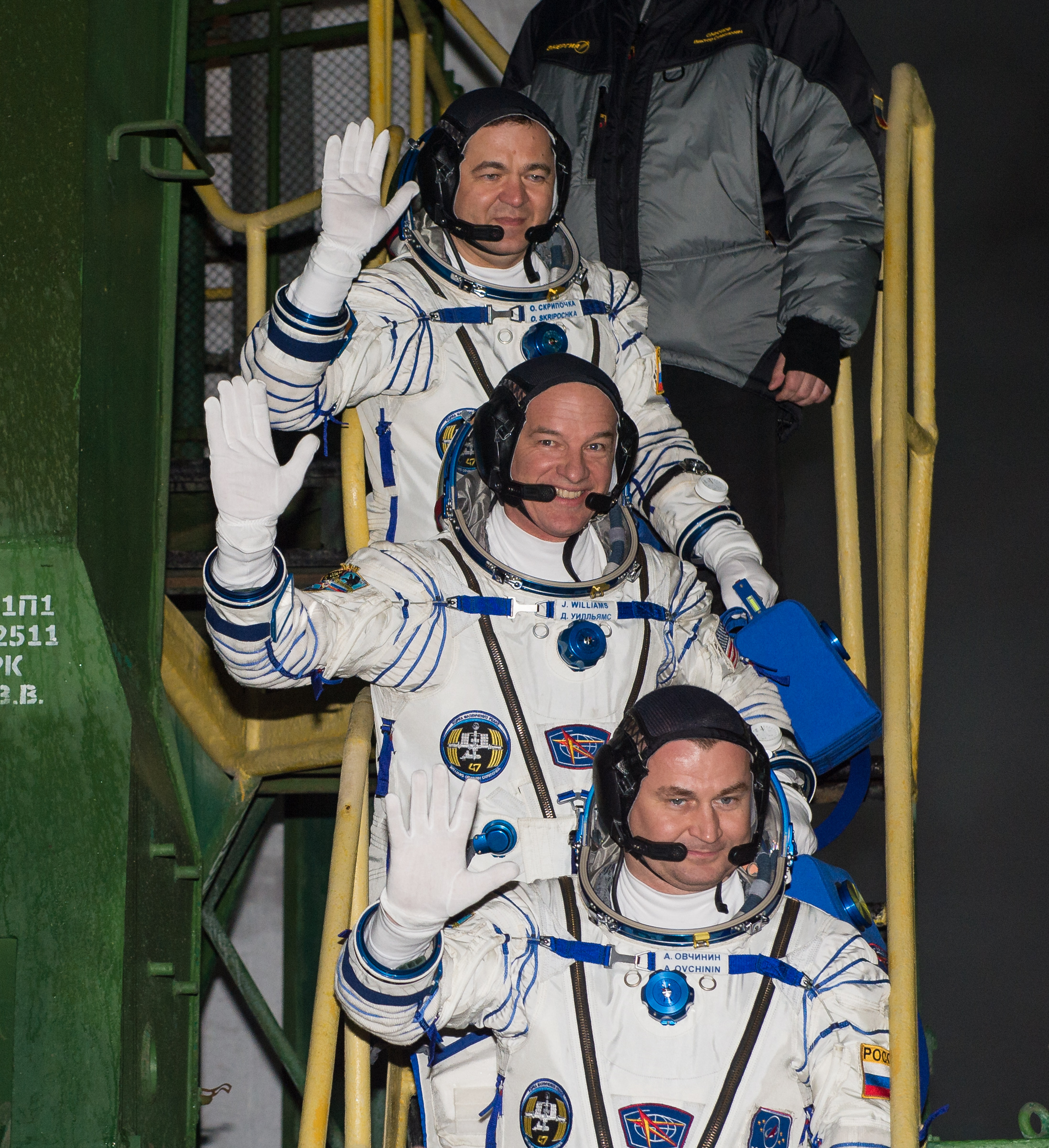
A Szojuz TMA–20M személyzete közvetlenül az űrhajóba beszállás előtt (fent: Ovcsinyin, középen: Williams, lent: Szkripocska), 2016. március 18-án.
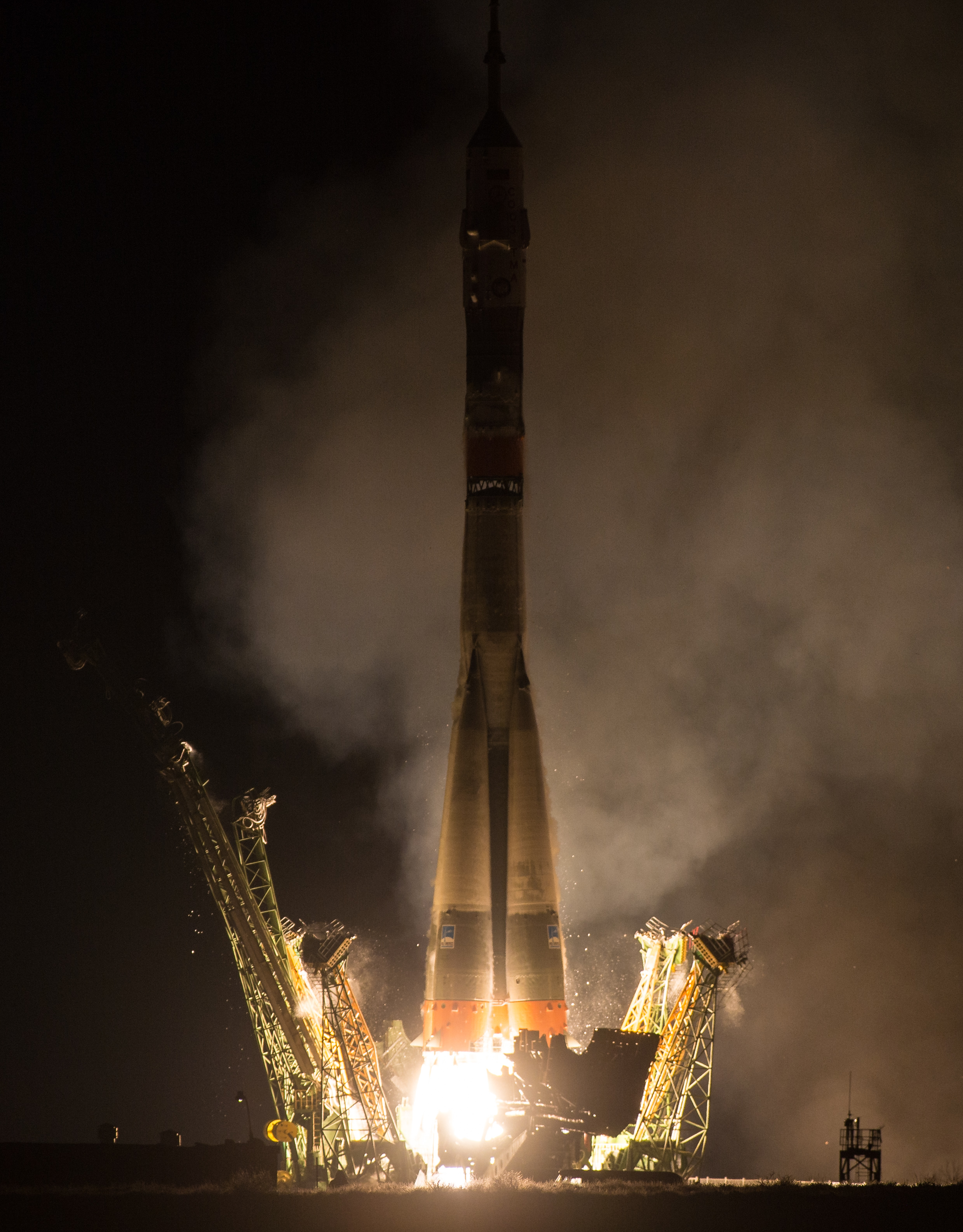
A Szojuz TMA–20M kilövésének pillanata a Bajkonuri űrrepülőtér kilövőállásában, 2016. március 18-án.
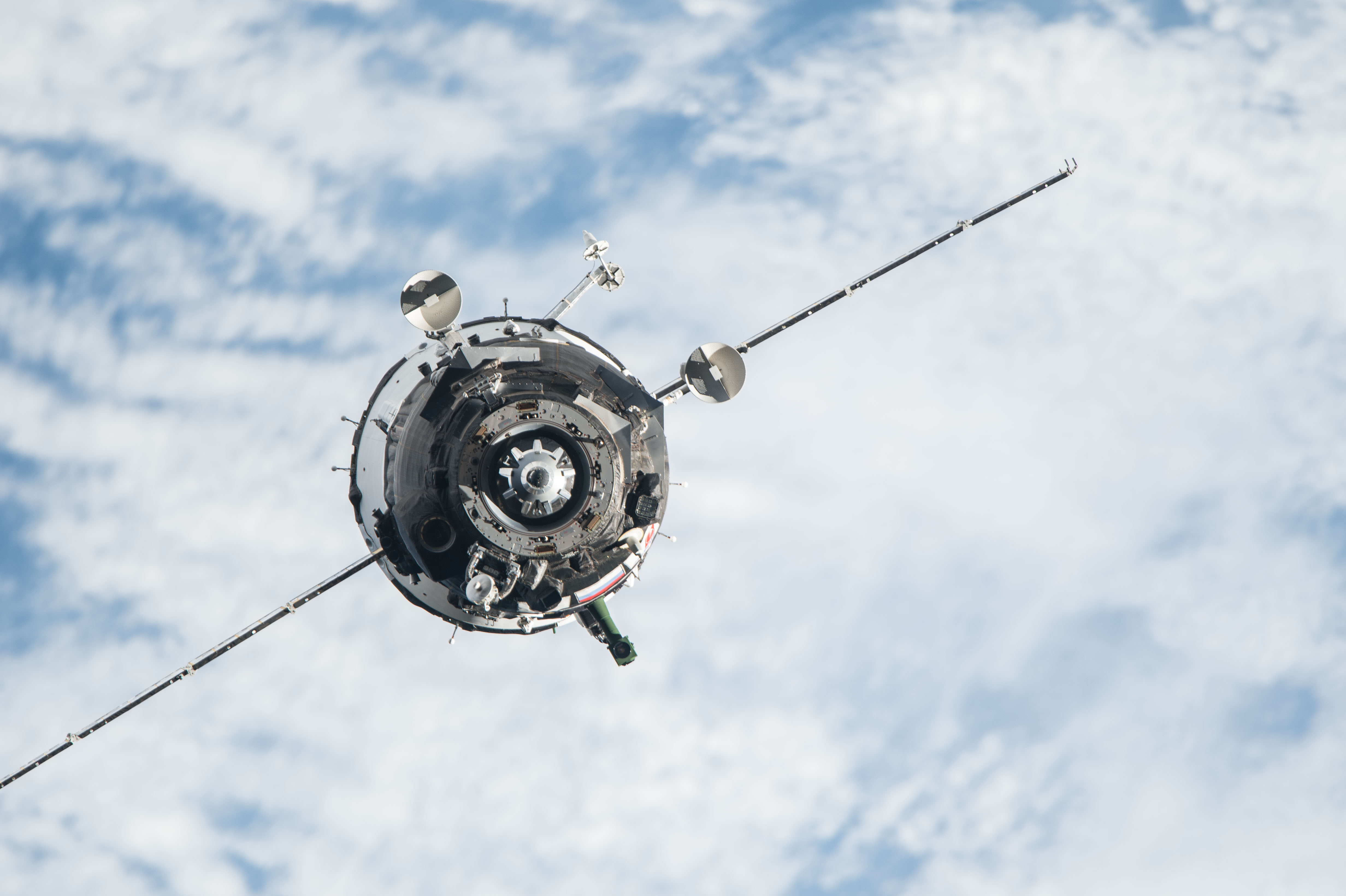
A Szojuz TMA–20M a Nemzetközi Űrállomás megközelítése közben, 2016. március 19-én.
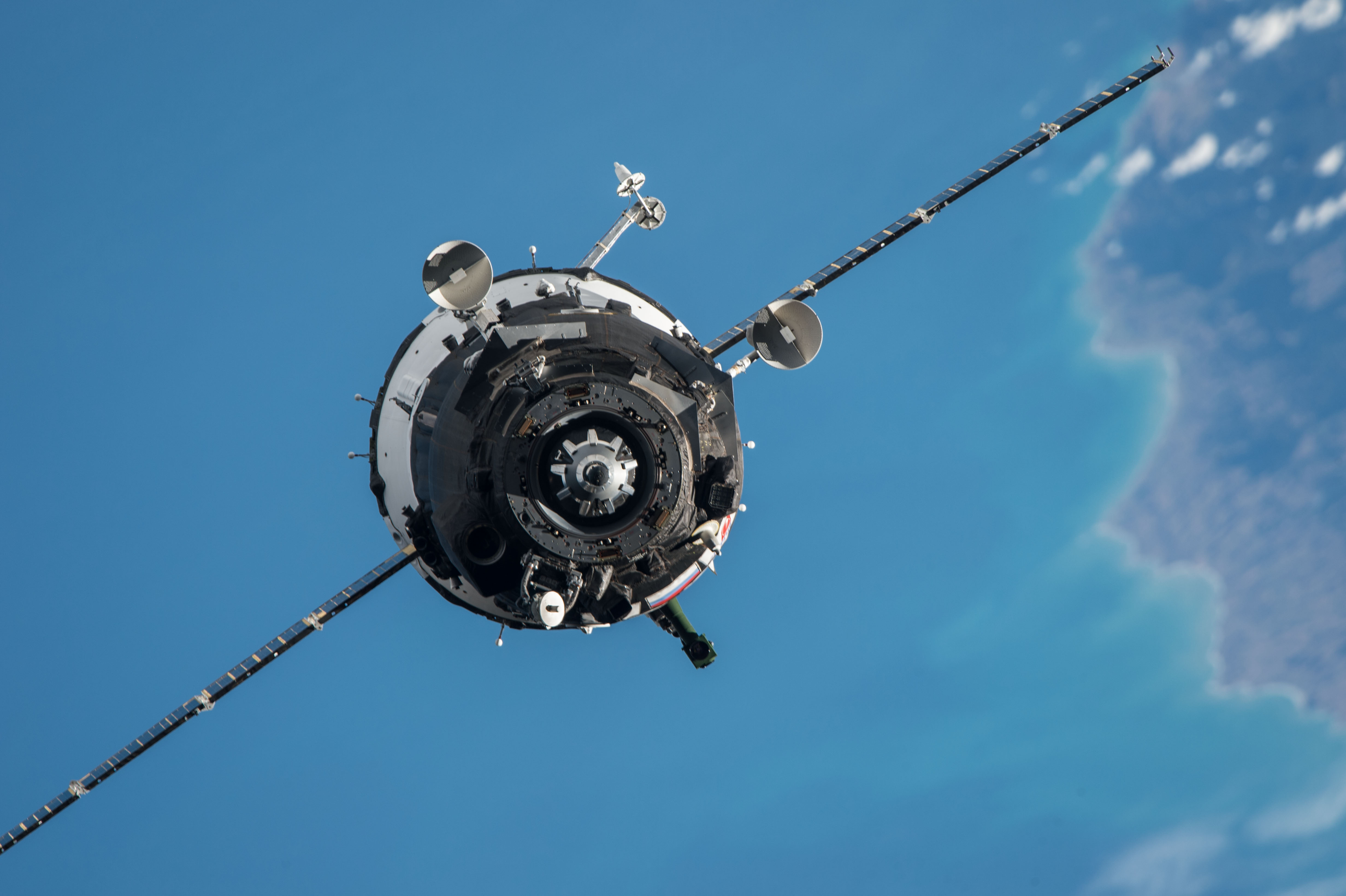
A Szojuz TMA–20M a Nemzetközi Űrállomás megközelítése közben háttérben a Földdel, 2016. március 19-én.